# Нейпълс
 Тази статия е за града във Флорида.  За града в Юта вижте Напълс (Юта).  
Нейпълс (на английски: Naples) е град във Флорида, Съединени американски щати, административен център на окръг Колиър. Разположен е на брега на Мексиканския залив. Населението му е 21 948 души (по приблизителна оценка от 2017 г.).
В Нейпълс умира писателят Робърт Лъдлъм (1927 – 2001).